# Nicholas Woodeson
Nicholas Robin Frank Woodeson (* 30. November 1949 in Port Sudan, Sudan) ist ein britischer Schauspieler.

## Leben
Woodeson wurde am 30. November 1949 in Port Sudan im britisch-ägyptischen Kondominium Sudan als Sohn von Frank Rowland Woodeson und Sylvia Winifred Larkins geboren. Er wuchs in Haifa auf. Jahre später zog er nach England, wo er an einer Privatschule in Sussex Unterricht erhielt und besuchte später das Marlborough College. Es folgte ein Studium an der University of Sussex im Fach Englisch und wirkte zu dieser Zeit am Studententheaterproduktionen mit, wodurch er Michael Attenborough, Jim Carter und Andy de la Tour kennenlernte. 1970 nahm er am National Student Drama Festival teil. Es folgten Mitwirkungen an verschiedenen Theatern und er gewann ein Stipendium für die Royal Academy of Dramatic Art, die er von 1972 bis 1974 besuchte. Am 12. Juni 1975 heiratete er Ginni Ness. In zweiter Ehe war er vom 18. Juli 1983 bis 1985 mit Katherine Ann Adams verheiratet. Seit dem 11. Mai 2009 ist er wieder mit Ginni Ness verheiratet.

## Karriere
Ab Mitte der 1970er Jahre wirkte Woodeson in verschiedenen Theaterproduktionen mit. 1980 debütierte er in einer Episode der Fernsehserie Boomer, der Streuner als Fernsehschauspieler. Im selben Jahr wirkte er in zwei Episoden der Fernsehserie Stoßtrupp durch die grüne Hölle und der Filmproduktion Heaven’s Gate mit. Anfang der 1990er Jahre spielte er wiederkehrende Rollen in den Fernsehserien For the Greater Good, The Wolvis Family und Verhängnisvolles Erbe. Von 2005 bis 2007 stellte er die Rolle des Posca in der Fernsehserie Rom dar. 2012 verkörperte er in der Filmproduktion Hannah Arendt die historische Rolle des US-amerikanischen Zeitschriftenredakteurs William Shawn. Im selben Jahr hatte er außerdem Rollen in den Filmen John Carter – Zwischen zwei Welten und James Bond 007: Skyfall inne. Seit 2024 spielt er in der Fernsehserie Der Herr der Ringe: Die Ringe der Macht die Rolle des Südländers Diarmid. 2025 spielte er im Film Peter Pan’s Neverland Nightmare mit.

## Filmografie (Auswahl)

### Schauspiel
- 1980: Boomer, der Streuner (Here’s Boomer, Fernsehserie, Episode 1x09)
- 1980: Stoßtrupp durch die grüne Hölle (A Rumor of War, Fernsehserie, 2 Episoden)
- 1980: Heaven’s Gate
- 1982: Der Hund von Baskerville (The Hound of the Baskervilles, Miniserie, 4 Episoden)
- 1984: Piaf (Fernsehfilm)
- 1985: Miami Vice (Fernsehserie, Episode 1x18)
- 1989: Blackeyes (Miniserie, Episode 1x01)
- 1990: Max and Helen (Fernsehfilm)
- 1990: Das Rußland-Haus (The Russia House)
- 1991: For the Greater Good (Fernsehserie, 3 Episoden)
- 1991: The Wolvis Family (Fernsehserie, 6 Episoden)
- 1992: Verhängnisvolles Erbe (A Fatal Inversion, Miniserie, 2 Episoden)
- 1992: Screenplay (Fernsehserie, Episode 7x03)
- 1992: The Life and Times of Henry Pratt (Miniserie, Episode 1x03)
- 1992: The Blackheath Poisonings (Miniserie, 3 Episoden)
- 1992: Screen Two (Fernsehserie, Episode 9x09)
- 1993: Mr. Wroe’s Virgins (Miniserie, 4 Episoden)
- 1993: Bonjour la Classe (Fernsehserie, 6 Episoden)
- 1993: Performance (Fernsehserie, Episode 3x03)
- 1993: Die Akte (The Pelican Brief)
- 1993: Für alle Fälle Fitz (Cracker, Fernsehserie, Episode 1x02)
- 1994: The Chief (Fernsehserie, Episode 4x08)
- 1994: Screen Two (Fernsehserie, Episode 10x13)
- 1995: Pie in the Sky (Fernsehserie, Episode 2x02)
- 1995: The Last Englishman (Fernsehfilm)
- 1997: Shooting Fish
- 1997: Agent Null Null Nix (The Man Who Knew Too Little)
- 1997: The Woman in White (Miniserie)
- 1997: The Lodge (Kurzfilm)
- 1998: Inspector Barnaby (Midsomer Murders, Fernsehfilm Death of a Hollow Man)
- 1998: Frontline – Zwischen den Fronten (Titanic Town)
- 1998: Mit Schirm, Charme und Melone (The Avengers)
- 1999: Great Expectations (Fernsehfilm)
- 1999: Topsy-Turvy – Auf den Kopf gestellt (Topsy-Turvy)
- 1999: Meine Liebe zu Joseph Less (Dreaming of Joseph Lees)
- 1999: Mad Cows
- 2000: The Mrs Bradley Mysteries (Fernsehserie, Episode 1x02)
- 2000: One of the Hollywood Ten
- 2001: Die Wannseekonferenz (Conspiracy)
- 2001: Waking the Dead – Im Auftrag der Toten (Waking the Dead, Fernsehserie, 2 Episoden)
- 2002: Helen West (Fernsehserie, 3 Episoden)
- 2003: A Touch of Frost (Fernsehserie, Episode 10x03)
- 2004: The Last Detective (Fernsehserie, Episode 2x01)
- 2005: Doc Martin (Fernsehserie, Episode 2x03)
- 2005–2007: Rom (Rome, Fernsehserie, 17 Episoden)
- 2006: Eleventh Hour (Miniserie, Episode 1x02)
- 2006: Amazing Grace
- 2007: Diamond Geezer (Miniserie, Episode 1x02)
- 2008: Foyle’s War (Fernsehserie, Episode 5x02)
- 2008: Poppy Shakespeare (Fernsehfilm)
- 2008: Filth: The Mary Whitehouse Story (Fernsehfilm)
- 2009: Yorkshire Killer (Red Riding, Fernsehfilm)
- 2009: Die Päpstin (Pope Joan)
- 2010: Borgen – Gefährliche Seilschaften (Borgen, Fernsehserie, Episode 1x06)
- 2011: The Hour (Fernsehserie, 2 Episoden)
- 2011: Shameless (Fernsehserie, Episode 8x16)
- 2011: In guten Händen – Oder die Geschichte der Erfindung des Vibrators (Hysteria)
- 2012: John Carter – Zwischen zwei Welten (John Carter)
- 2012: Silk – Roben aus Seide (Silk, Fernsehserie, Episode 2x04)
- 2012: Hannah Arendt
- 2012: James Bond 007: Skyfall (Skyfall)
- 2012: Secret State (Miniserie, Episode 1x02)
- 2012: Loving Miss Hatto (Fernsehfilm)
- 2013: It’s Kevin (Fernsehserie, Episode 1x06)
- 2013: You Are Me (Kurzfilm)
- 2013: Agatha Christie’s Poirot (Fernsehserie, Episode 13x03)
- 2013: Ripper Street (Fernsehserie, Episode 2x02)
- 2013: Der Anwalt des Teufels (The Escape Artist, Miniserie, 3 Episoden)
- 2013: Moonfleet (Miniserie, 2 Episoden)
- 2014: Mr. Turner – Meister des Lichts (Mr. Turner)
- 2014: The Assets (Miniserie, 2 Episoden)
- 2014: The Honourable Woman (Miniserie, 4 Episoden)
- 2014: New Tricks – Die Krimispezialisten (New Tricks, Fernsehserie, Episode 11x08)
- 2014: Borgia (Fernsehserie, 2 Episoden)
- 2014: Mapp & Lucia (Miniserie, 3 Episoden)
- 2015: Der Fall Eichmann (The Eichmann Show, Fernsehfilm)
- 2015: George Gently – Der Unbestechliche (Inspector George Gently, Fernsehserie, Episode 7x02)
- 2015: The Danish Girl
- 2016: Zeit für Legenden (Race)
- 2016: The Living and the Dead (Fernsehserie, 6 Episoden)
- 2016: Friday Night Dinner (Fernsehserie, Episode 4x05)
- 2016: The Limehouse Golem
- 2016: Letters from Baghdad
- 2016: Ramona & The Chair (Kurzfilm)
- 2016–2017: Holby City (Fernsehserie, 3 Episoden)
- 2017: Delicious (Fernsehserie, Episode 1x02)
- 2017: Taboo (Fernsehserie, 5 Episoden)
- 2017: Will (Fernsehserie, 3 Episoden)
- 2017: The Death of Stalin
- 2017: Ungehorsam (Disobedience)
- 2017: Paddington 2
- 2018: Beirut
- 2018: The Story of Ken (Kurzfilm)
- 2019: Baptiste (Fernsehserie, Episode 1x01)
- 2019: Glam Girls – Hinreißend verdorben (The Hustle)
- 2019: Jarhead: Law of Return
- 2019: On the Beaches (Kurzfilm)
- 2020: Quiz (Miniserie, 2 Episoden)
- 2021: Commune (Kurzfilm)
- 2021: Firebird
- 2021: Silent Witness (Fernsehserie, 2 Episoden)
- 2021: '83 (83)
- 2023: A Paris Proposal – Ein funkelndes Versprechen (A Paris Proposal, Fernsehfilm)
- 2024: Father Brown (Fernsehserie, Episode 11x09)
- 2024: Beyond Paradise (Fernsehserie, Episode 2x04)
- 2024: Casualty (Fernsehserie, Episode 38x34)
- seit 2024: Der Herr der Ringe: Die Ringe der Macht (The Lord of the Rings: The Rings of Power, Fernsehserie)
- 2024: Solly & Salim (Kurzfilm)
- 2025: Peter Pan’s Neverland Nightmare

### Synchronisationen
- 1998: Animated Epics: Beowulf (Zeichentrickfernsehfilm)
- 2002: Märchen der Welt (Animated Tales of the World, Zeichentrickserie, Episode 2x15)
- 2016: Doctor Who: Doom Coalition (Fernsehserie, 2 Episoden)
- 2020: Doctor Who: The Fourth Doctor Adventures (Podcastserie, Episode 9x04)
- 2022: Les secrets de mon père (Zeichentrickfilm)